# إيرفين كوهن
إيرفين كوهن (بالإنجليزية: Irvin Cohen) هو رياضياتي أمريكي، ولد في 1917، وتوفي في 14 فبراير 1955.